# 泰达国际心血管病医院
泰达国际心血管病医院，简称泰心医院，成立于2003年9月26日，坐落在天津市滨海新区天津市经济技术开发区第三大街61号，是天津市经济技术开发区管委会投资兴建的公有制非营利性心血管病专科医院，同时也是滨海新区的首家三级甲等医院。
2016年1月，泰达国际心血管病医院挂牌“中国医学科学院泰达国际心血管病医院”和“中国医学科学院泰达国际心血管研究所”。2020年7月，天津大学与滨海新区人民政府合作，在隶属关系不变的情况下泰达国际心血管病医院挂牌天津大学泰达国际心血管病医院。

## 介绍
天津泰达国际心血管病医院是天津市经济技术开发区政府投资兴建的一家公有制非营利性的三级甲等心血管病专科医院，医院开业于2003年9月26日，建设总投资为7.2亿元，建筑总面积为7.6万平方米，内部设有500张病床、16间手术室、80床术后监护室、5间设有空气净化装置的导管室和40间心脏重症监护室。在2004年到2009年这五年中，泰达国际心血管病医院的门急诊量由开始的1.35万人次增加到10.11万人次，医院的住院量由开始的1630人次增加到7637人次。泰达国际心血管病还得到了美国病理学家协会对泰心-方恩中心实验室的认证以及国际医疗卫生机构认证联合委员会的认证。
2016年1月26日，中国医学科学院（北京协和医学院）与天津经济技术开发区管委会、泰达国际心血管病医院开展战略合作，泰达国际心血管病医院在隶属关系不变的情况下加入挂牌“中国医学科学院泰达国际心血管病医院”和“中国医学科学院泰达国际心血管研究所”，纳入中国医学科学院的管理体系。2020年7月，天津大学与滨海新区人民政府合作，在隶属关系不变的情况下泰达国际心血管病医院挂牌天津大学泰达国际心血管病医院。
因在脱贫攻坚战中作出突出贡献，2021年2月25日全国脱贫攻坚总结表彰大会上，泰达国际心血管病医院被授予“全国脱贫攻坚先进集体”。

## 临床科室设置
| - 泰心-方恩中心实验室 - Ⅰ期临床试验中心 - 门诊 - 急诊科 - 外一科 - 内一科 - 内二科 - 代谢性心血管病科 - CCU病房 | - ICU（重症监护病房） - 介入治疗中心 - 药剂科 - 检验科 - 放射科 - 电声理科 - 超声科 - 核医学科 - 健康服务管理中心 |